# Pseudohansfordia irregularis
Pseudohansfordia irregularis är en svampart som beskrevs av G.R.W. Arnold 1970. Pseudohansfordia irregularis ingår i släktet Pseudohansfordia, divisionen sporsäcksvampar och riket svampar.   Inga underarter finns listade i Catalogue of Life.